# Jonas Bloquet

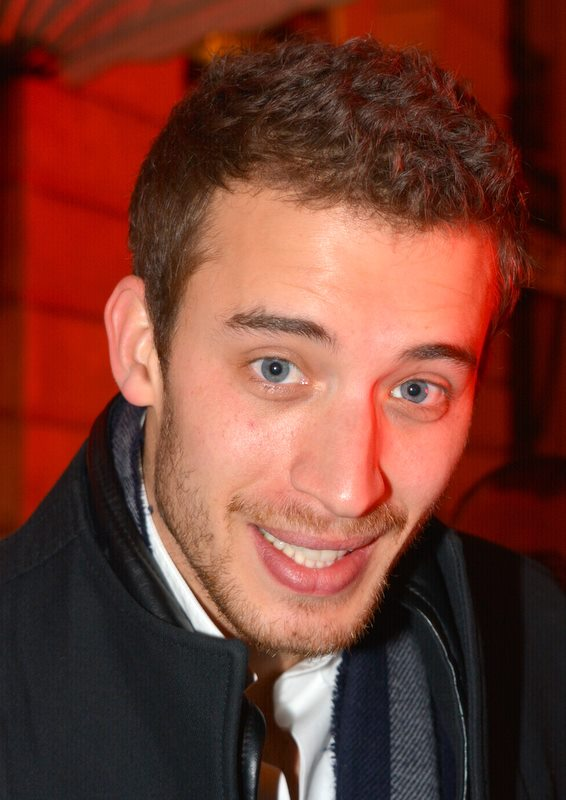
Jonas Bloquet bei der Nominierungsveranstaltung für den César 2017

Jonas Bloquet (* 10. Juli 1992 in Brüssel) ist ein belgischer Schauspieler.

## Leben
Jonas Bloquet wuchs in Brüssel auf. Er besuchte dort eine zweisprachige Schule und machte dort sein Baccalauréat scientifique. Danach ließ er sich in Paris am Cours Eva Saint-Paul als Schauspieler ausbilden. Anschließend bewarb er sich an der von Luc Besson gegründeten École de la Cité, cinéma et télévision, wo er als einer von 50 unter 2000 Bewerbern angenommen wurde und von 2013 bis 2015 studierte.
Seine erste Filmrolle erhielt er noch während seiner Schulzeit in dem Film  Privatunterricht (2008) von Joachim Lafosse. Für seine Leistung in diesem Film wurde er 2011 für den Magritte Award als bester Nachwuchsdarsteller nominiert.

## Filmografie (Auswahl)
- 2008: Privatunterricht (Élève libre)
- 2011: Elena (Kurzfilm)
- 2013: Tonnerre
- 2013: Enquêtes réservées (Fernsehserie)
- 2013: R.I.S. Police scientifique (Fernsehserie)
- 2013: Malavita – The Family (The Family)
- 2014: 3 Days to Kill
- 2014: Mauvaise tête (Kurzfilm)
- 2016: Rastlos, Renée (Orpheline)
- 2016: Elle
- 2017: Valerian – Die Stadt der tausend Planeten (Valerian and the City of a Thousand Planets)
- 2018: The Nun
- 2020: Freudenmädchen (Filles de joie)
- 2020: Die Junggesellen (Les mauvais garçons)
- 2021: Moeyo Ken
- 2021: Germinal (TV-Mehrteiler)
- 2022: Mein Sohn, der Soldat (Tirailleurs)
- 2022: 1899 (Fernsehserie)
- 2022: Marie Antoinette (Fernsehserie)
- 2023: The Nun II
- 2025: Night Call – Überlebe die Nacht (La nuit se traîne)

## Auszeichnungen
- 2011: Magritte, nominiert in der Kategorie Bester Nachwuchsdarsteller für Élève libre
- 2017: César, nominiert in der Kategorie Bester Nachwuchsdarsteller für Elle